# Tiracola uniformis
Tiracola uniformis là một loài bướm đêm trong họ Noctuidae.